# Otman Bakkal
Otman Bakkal (Eindhoven, 27 februari 1985) is een voormalig Nederlands profvoetballer, die doorgaans als middenvelder speelde. Bakkal speelde het grootste gedeelte van zijn carrière bij PSV, waarvoor hij 163 keer uitkwam in een officiële wedstrijd. In juni 2014 kwam hij zonder club te zitten nadat zijn contract bij Feyenoord niet werd verlengd.
Bakkal maakte deel uit van het Jong Oranje dat in 2007 het Europees kampioenschap onder 21 won en zich plaatste voor de Olympische Spelen. Hij speelde op 18 november 2009 één interland in het Nederlands elftal, waarin hij zes minuten op het veld stond. Hiermee heeft hij het record in handen voor Nederlands international met de minste speelminuten.

## Clubcarrière

### Van jeugdspeler tot het eerste elftal van PSV
Bakkal werd geboren in Eindhoven als kind van Marokkaanse ouders. Hij groeide op in de Eindhovense wijk Strijp, onder de rook van het Philips Stadion. Hij begon met voetballen bij DBS. In 1996 werd hij, op 11-jarige leeftijd, gescout en kwam hij terecht in de jeugdopleiding van PSV.
In het seizoen 2003-2004 maakte Bakkal zijn debuut in het betaald voetbal voor PSV in de achtste finale om de UEFA Cup tegen AJ Auxerre. Hij speelde dat seizoen ook twee competitiewedstrijden. Op 28 maart 2004 mocht in de basis starten in de uitwedstrijd tegen Willem II en later viel hij in in de uitwedstrijd tegen RKC Waalwijk (4-0 winst) voor Mateja Kežman.
In het seizoen 2004/2005 mocht Bakkal zich proberen te bewijzen bij het eerste elftal. Hij kreeg kansen in de voorbereiding en wist in drie oefenduels zes doelpunten te maken. Toch bleek de overstap naar het eerste elftal te groot.

### Uitleningen aan FC Den Bosch, FC Eindhoven en FC Twente
In november 2004 werd besloten Bakkal voor de rest van het seizoen te verhuren aan FC Den Bosch. Niet lang daarna raakte hij tijdens een jeugdinterland geblesseerd aan zijn knie en moest hij twee maanden rust houden. Uiteindelijk speelde hij slechts zes wedstrijden voor FC Den Bosch.
Het seizoen erop werd Bakkal, in het kader van een hernieuwd samenwerkingsverband tussen PSV en FC Eindhoven, samen met doelman Jelle ten Rouwelaar verhuurd aan stadsgenoot FC Eindhoven. Bij FC Eindhoven groeide Bakkal uit tot vaste waarde. Hij speelde er 33 wedstrijden, waarin hij 8 keer wist te scoren.
In het seizoen 2006-2007 werd hij wederom verhuurd. Ditmaal aan de Enschedese voetbalvereniging FC Twente. Ook in de eredivisie groeide Bakkal bij FC Twente uit tot vaste waarde.

### Terug bij PSV
In de zomer van 2007 verlengde PSV het contract met Bakkal en werd hij terug gehaald naar Eindhoven. In het daaropvolgende seizoen, leek Bakkal een vaste basisspeler bij de Eindhovenaren te worden, zeker toen hij na de winterstop door Sef Vergoossen, die het stokje had overgenomen van Ronald Koeman, als controlerende middenvelder werd neergezet. Bakkal scoorde dat seizoen 8 keer en speelde 31 wedstrijden mee. Hij heeft daarmee een flink aandeel in het landskampioenschap van PSV, behaald op 20 april 2008 in de uitwedstrijd tegen Vitesse.
In de daarop drie daarop volgende seizoenen groeide Bakkal, evenals Edward Linskens en Theo Lucius voor hem, uit tot ideale twaalfde man, die zeer regelmatig zijn wedstrijden meepakte, maar nooit doorgroeiden tot basisspeler. Toen in de aanloop van het seizoen 2011-2012 bleek dat Bakkal maar weinig kans zou maken op spelminuten, bood de club hem de kans om zijn contract uit te dienen op huurbasis bij een andere club.
Zowel het Oostenrijkse Red Bull Salzburg als het moeizaam draaiende Feyenoord was geïnteresseerd in de middenvelder. PSV kwam snel akkoord met Red Bull en zo leek Bakkal naar Oostenrijk te vertrekken. Bakkal gaf zelf echter de voorkeur om in de Eredivisie te blijven en vertrok voor één jaar naar Feyenoord.

### Verhuurperiode bij Feyenoord
Bij Feyenoord werd Bakkal de opvolger van Leroy Fer, die de club aan het begin van het seizoen verlaten had voor FC Twente. Bakkal groeide bij Feyenoord, onder zijn oud-trainer Ronald Koeman, uit tot een vaste waarde in het jeugdige elftal. Hij speelde 29 wedstrijden voor de club, waarin hij 9 keer wist te scoren. Feyenoord wilde de speler graag langer aan zich binden, maar Bakkal gaf aan dat hij, vanwege zijn aanstaande transfervrije status, twijfelde aan een langer verblijf in Rotterdam. Uiteindelijk hakte manager Martin van Geel de knoop door, door Lex Immers aan te trekken en werd het contractvoorstel voor Bakkal ingetrokken.

### Dinamo Moskou
In juli 2012 tekende Bakkal een driejarig contract bij de Russische subtopper Dinamo Moskou, waar hij oud-ploeggenoot Balázs Dzsudzsák tegenkwam. Bakkal werd in Moskou een van de grootverdieners bij de ploeg. Hij wist in Moskou echter geen basisplaats te veroveren en reikte slechts tot vijf, veelal korte, invalbeurten. Nadat trainer Sergej Silkin al na drie weken opstapte en werd vervangen door Dan Petrescu, maakte de club in de winterstop bekend dat Bakkal mocht vertrekken. Toch zou Bakkal het seizoen in Rusland afmaken. Net na de start van het seizoen 2013-2014, op 31 augustus 2013, werd bekend dat het contract van Bakkal met wederzijdse instemming ontbonden werd. Kort hierop werd bekend dat Feyenoord interesse had in het terughalen van de oud-speler.

### Feyenoord (tweede periode)
Op 16 september, kort na het sluiten van de eerste transferperiode, tekende Bakkal een contract dat hem één jaar verbond aan Feyenoord. Zijn tweede periode bij de stadionclub zou echter uitdraaien op een teleurstelling. Bij aankomst had Bakkal te maken met een conditieachterstand. Hij verloor hierdoor al snel de concurrentiestrijd met Tonny Vilhena. Hij kwam dat seizoen niet verder dan acht invalbeurten in de hoofdmacht. Daarnaast laakte trainer Ronald Koeman de inzet van de middenvelder. In juni 2014 maakte Feyenoord bekend dat Bakkals contract was opgezegd.
Nadat hij een half jaar zonder club gezeten had, kreeg hij in januari 2015 toestemming om mee te trainen met Jong PSV, onder trainer Darije Kalezić. In februari 2015 werd bekend dat een stage bij Sparta Praag hem geen contract opleverde. In maart 2016 gaf hij aan niet langer actief op zoek te zijn naar een club.

## Interlandcarrière

### Jeugdinternational
Met Jong Oranje won Bakkal in 2007 het in eigen land georganiseerde Europees kampioenschap onder 21. In de finale tegen Servië (4-1) opende Bakkal in de zeventiende minuut de score. Doordat Nederland tot de beste vier ploegen van het toernooi behoorde had het zich geplaatst voor de Olympische Spelen in Peking. Bakkal maakte een jaar later ook deel uit van Foppe de Haans selectie voor het Olympisch Elftal. Oranje strandde in de kwartfinale van het Olympisch voetbaltoernooi tegen de uiteindelijke kampioen Argentinië (2-1 na verlenging). Evenals Lionel Messi en matchwinner Ángel Di María wist Bakkal zijn naam op het scoreformulier te krijgen; in de eerste helft scoorde hij de gelijkmaker voor Nederland.

### Nederlands elftal
Op 16 november 2009 werd Bakkal voor het eerst geselecteerd voor het Nederlands elftal. Bert van Marwijk riep hem op voor een vriendschappelijke wedstrijd tegen Paraguay. Dit ten gevolge van blessures bij Robin van Persie en Wesley Sneijder. Hij debuteerde als invaller voor Rafael van der Vaart in de wedstrijd tegen Paraguay op 18 november. Hij werd hiermee de 700e international voor het Nederlands voetbalelftal. Bakkal nam het record over van Joop Wille met de minste minuten speeltijd voor het Nederlands voetbalelftal. Tijdens de wedstrijd tegen Paraguay speelde Bakkal zes minuten. Wille kwam in 1940 tot negen minuten. Bakkal raakte zijn record even kwijt aan Georginio Wijnaldum, die een de interland tegen San Marino vijf minuten zou spelen. Bakkal kreeg het record terug nadat Wijnaldum in november 2011 ook aantrad tegen Duitsland.
Ter voorbereiding op het WK 2010 werd Bakkal opgenomen in de voorlopige selectie, maar uiteindelijk besloot bondscoach Van Marwijk op 14 mei 2010 Bakkal samen met Wout Brama (FC Twente) en David Mendes da Silva (AZ) af te laten vallen voor de definitieve selectie.
| Interlands van Otman Bakkal | Interlands van Otman Bakkal | Interlands van Otman Bakkal | Interlands van Otman Bakkal | Interlands van Otman Bakkal | Interlands van Otman Bakkal |
| №                           | Datum                       | Wedstrijd                   | Uitslag                     | Competitie                  | Goals                       |
| Als speler van PSV          | Als speler van PSV          | Als speler van PSV          | Als speler van PSV          | Als speler van PSV          | Als speler van PSV          |
| --------------------------- | --------------------------- | --------------------------- | --------------------------- | --------------------------- | --------------------------- |
| 1                           | 18 november 2009            | Nederland – Paraguay        | 0 – 0                       | Vriendschappelijk           | 0                           |

## Clubstatistieken
| Seizoen | Club           | Duels | Goals | Competitie     |
| ------- | -------------- | ----- | ----- | -------------- |
| 2003/04 | PSV            | 2     | 0     | Eredivisie     |
| 2004/05 | → FC Den Bosch | 6     | 0     | Eredivisie     |
| 2005/06 | → FC Eindhoven | 33    | 8     | Eerste divisie |
| 2006/07 | → FC Twente    | 31    | 3     | Eredivisie     |
| 2007/08 | PSV            | 31    | 8     | Eredivisie     |
| 2008/09 | PSV            | 28    | 5     | Eredivisie     |
| 2009/10 | PSV            | 31    | 11    | Eredivisie     |
| 2010/11 | PSV            | 25    | 1     | Eredivisie     |
| 2011/12 | PSV            | 1     | 0     | Eredivisie     |
| 2011/12 | → Feyenoord    | 29    | 9     | Eredivisie     |
| 2012/13 | Dinamo Moskou  | 4     | 0     | Premjer-Liga   |
| 2013/14 | Feyenoord      | 8     | 0     | Eredivisie     |
|         | Totaal         | 229   | 49    |                |

## Erelijst
Als speler
| Competitie           |           |           |           |           |
| Competitie           | Aantal    | Jaren     |           |           |
| FC Twente            | FC Twente | FC Twente | FC Twente | FC Twente |
| -------------------- | --------- | --------- | --------- | --------- |
| UEFA Intertoto Cup   | 1x        | 2006      |           |           |
| PSV                  |           |           |           |           |
| Eredivisie           | 1x        | 2007/08   |           |           |
| Johan Cruijff Schaal | 1x        | 2008      |           |           |

| Competitie                 | Winnaar   | Winnaar   | Runner-up | Runner-up | Derde     | Derde     |
| Competitie                 | Aantal    | Jaren     | Aantal    | Jaren     | Aantal    | Jaren     |
| Nederland                  | Nederland | Nederland | Nederland | Nederland | Nederland | Nederland |
| -------------------------- | --------- | --------- | --------- | --------- | --------- | --------- |
| Europees kampioenschap –21 | 1x        | 2007      |           |           |           |           |